# Björkenabben
Björkenabben este o arie protejată (arie specială de conservare — SAC, sit de importanță comunitară — SCI) din Suedia întinsă pe o suprafață de 30,7 ha, integral pe uscat.

## Localizare
Centrul sitului Björkenabben este situat la coordonatele 55°59′43″N 14°40′28″E / 55.9952°N 14.6745°E.

## Înființare
Situl Björkenabben a fost declarat sit de importanță comunitară în ianuarie 2002 pentru a proteja un număr necunoscut de specii din flora spontană și fauna sălbatică aflate în arealul zonei. Situl a fost protejat și ca arie specială de conservare în martie 2011.

## Biodiversitate
Situată în ecoregiunile continentală și marină baltică, aria protejată conține 3 habitate naturale: Păduri de fag Asperulo-Fagetum, Pășuni din zone de pădure fino-scandinave, Pășuni de coastă din Baltica boreală.
La baza desemnării sitului se află un număr nedeclarat de specii protejate.